# Амбарцумян, Галина Самсоновна
Галина Самсоновна Амбарцумян (род. 11 марта 1991) — российская самбистка, дзюдоистка, сумоистка, серебряный (2016, 2019) и бронзовый (2015) призёр чемпионатов России, серебряный призёр чемпионатов Европы по самбо 2013 и 2019 годов, бронзовый призёр Европейских игр 2019 года, победительница этапов Кубка мира по самбо, мастер спорта России. Инструктор по спорту в ГБУ КСЦ «Успех».

## Спортивные результаты
- Первенство России по дзюдо среди юниоров 2010 года — 5 место;
- Чемпионат России по самбо 2015 года — ;
- Чемпионат России по самбо 2016 года — .
- Чемпионат России по самбо 2019 года — ;